# Alpoyeca
Alpoyeca, é um município do estado de Guerrero, no México.